# Cap Boucan Canot
Pour les articles homonymes, voir Boucan Canot (homonymie).
Le cap Boucan Canot est un cap de l'île de La Réunion, département d'outre-mer français dans le sud-ouest de l'océan Indien. Situé sur le territoire communal de Saint-Paul, le long de la côte ouest, il est formé par un ensemble rocheux à l'extrémité nord-est de la plage de Boucan Canot. Il abrite une piscine naturelle publique creusée dans la roche ainsi qu'un établissement hôtelier privé, le Boucan Canot.